# Guadamir
Guadamir fou bisbe de Vic des de com a mínim el 949 fins a la seva mort el 14 de juny del 957. Del seu episcopat és notable la consagració del monestir de Santa Cecília de Montserrat.
Com a ardiaca subscriví les actes de restauració del 945 del monestir de Santa Cecília de Montserrat (Wadmirus archilevita), del que Villanueva també suposa el costum d'elegir als nous bisbes entre el clergat de la mateixa església. Governava ja el bisbat l'any 949, rebent una donació de Godemaro i la seva muller Elvia al lloc de Fontcoberta al Comtat d'Osona. Villanueva cita un document trobat a l'Arxiu Reial de Barcelona l'escriptura d'elecció d’Adalaizis com abadessa de Sant Joan de Ripoll (avui de les Abadesses), feta pel comte Borrell II, concorrent el bisbe Guadamir, el comte Sunyer i altres personatges davant del prevere Guiliardo l'any 950. Resta una altra donació al bisbat feta l'any 952 per Albarico i la seva muller Ofresa d'unes vinyes al lloc de Cellabona. L'any tres del rei Lotari, permutà el bisbe Guadamir amb un tal Daniel una casa i camp in appendicio Gorbitano, in locum que vocitant Granularios (Granollers?) data establerta al 956 i discutida per Villanueva.
El 10 de juny del 957 Guadamir consagrà l'església de Santa Cecília de Montserrat, al castell Marro, feta a precs de l'abat Cesari, que encara no havia estat promogut a l'honor de metropolità de la Tarraconense. Aquest personatge, essent ja prevere, havia adquirit per a ell aquell castell l'any 942 per donació de la seva cosina Druda i del fill d'aquesta Ansulfo. Druda i el seu marit també anomenat Ansulfo, havien comprat el castell amb la seva església de Santa Cecília l'any 871 per cinc lliures de plata, expressant el venedor Radulf que li pertanyia aquella possessió per donació del rei Carles el Calb. Cesari, adquirit aquell lloc, obtingué una llicència del Comte Sunyer per mediació de la seva muller Riquilda per a recollir-se en ell amb quatre monjos, al que el bisbe Jordi confirmà a la restauració de la casa el 945. Guadamir dotà al cenobi amb la regla de Sant Benet, consagrà la seva església i en confirmà les seves possessions. El bisbe morí quatre dies més tard de consagrar Santa Cecília, constant la data de l'inventari que feu el bisbe de Barcelona Guilarà de les possessions del bisbe difunt i del bisbat.